# Provincia de Nuoro
La provincia de Núoro (en sardo, provìntzia de Nùgoro; en italiano, provincia di Nuoro) es una circunscripción administrativa de Cerdeña, en Italia. Tiene una población estimada, a fines de agosto de 2022, de 197 848 habitantes.
Su capital es Nuoro.
Tiene un área de 5638.06 km². Ubicada en el este de la isla, limita al norte con la provincia de Sácer, al oeste con la provincia de Oristán y al sur con la provincia de Cerdeña del Sur.

## Historia
La historia de la provincia está en gran parte ligada a la de la capital, Nuoro. De hecho, desde finales del siglo XVIII jugó un papel cada vez más central desde el punto de vista administrativo, cultural y político en los territorios circundantes.
En 1779 el papa Pío VI eligió a Nuoro como obispado de la diócesis reconstituida de Galtellì.
Nuoro se convirtió en la sede del Tribunal de Prefectura en 1807 y en sede provincial desde 1821 a 1848, cuando fue suprimida y transformada en una división administrativa. Este organismo fue a su vez abolido en 1859 con el decreto Rattazzi , año en que se restablecieron las provincias; Nuoro, sin embargo, ya no era la capital, sino una simple subprefectura de la provincia de Sassari. Recién volvió a convertirse en provincia durante el fascismo, en 1927.
Tras el referéndum de 2012 en Cerdeña y el proyecto de supresión o reforma de las provincias aprobado por el Consejo Regional el 24 de mayo de 2012, la provincia de Nuoro debería haber creado un nuevo órgano administrativo o ser disuelta el 1 de marzo de 2013. El plazo fue luego prorrogado hasta el 1 de julio de 2013. En esa fecha, sin embargo, la provincia no fue comisionada, como sucedió con 5 de las 8 provincias sardas, continuando su actividad regular. El presidente Deriu, elegido consejero regional en 2014, fue sucedido por su adjunto Costantino Tidu (exalcalde de Teti).
El 16 de junio de 2015 el consejo regional designó a Sabina Bullitta, la primera mujer en 90 años llamada a gobernar la provincia de Nuoro.
El 19 de abril de 2016, el consejo regional nombra a Alessandra Pistis comisionada de la provincia. El 10 de octubre del mismo año, la comisionada extraordinaria Pistis renuncia al cargo de la institución. Al día siguiente el consejo regional nombra a Maria Cristina Madeddu como nueva comisionada.
El 24 de diciembre de 2016 Costantino Tidu vuelve al frente de la institución tras la dimisión de Madeddu. El 13 de octubre de 2018, tras la resolución autonómica, se celebraron las elecciones de segundo grado de las nuevas órdenes provinciales.